# برزغان خراج
برزغان خراج (مقاطعة تشادغان) (بالإنجليزية: Parzegan-e Kharraj)‏ هي قرية تقع في قسم تشنارود الشمالي الريفي (مقاطعة تشادغان) في إيران. يقدر عدد سكانها بـ 171 نسمة .